# Тынянов, Юрий Николаевич
Ю́рий Никола́евич (Насо́нович) Тыня́нов (6 [18] октября 1894, Режица, Витебская губерния — 20 декабря 1943, Москва) — русский советский прозаик, драматург, сценарист, переводчик, литературовед и критик, представитель русского формализма.

## Биография
Родился в уездном городе Режица Витебской губернии в состоятельной еврейской семье. Его отец — врач Насон Аронович (Но́сон Аро́нович, Николай Аркадьевич) Тынянов (1862—1924) — был уроженцем Бобруйска; мать — Сора-Хася Беровна (Софья Борисовна) Эпштейн (1868—1940), уроженка местечка Докшицы Борисовского уезда Минской губернии.
В 1904—1912 годах учился в Псковской гимназии, где среди его одноклассников и друзей были Лев Зильбер, Август Летавет, Ян Озолин, Борис Лепорский. Окончил гимназию с серебряной медалью.
В 1912—1919 годах учился на историко-филологическом факультете Петроградского университета. В студенческие годы участвует в работе Пушкинского семинария С. А. Венгерова, Пушкинского историко-литературного кружка (близок к семинарию Венгерова, организован в декабре 1915). Интересно, что современники вспоминали о присутствовавшей в его внешности схожести с А. С. Пушкиным.
С 1918 года участник ОПОЯЗа, где, наряду с В. Б. Шкловским, Б. М. Эйхенбаумом и др. вносит свой вклад в создание научного литературоведения («формального метода» в литературоведении). В 1919 году сдаёт выпускную работу «Пушкин и Кюхельбекер» (утеряна в Гражданскую войну; в 1934 году Тыняновым написана одноимённая статья) и «оставляется при университете» (что близко к современной аспирантуре).
В 1919—1920 годах преподаёт литературу в школе, до 1921 года служит в Центральном бюро Союза коммун Северной области, затем в Отделе информации Петроградского бюро Коминтерна, читает лекции в Доме искусств и Доме литераторов.
В 1921—1930 годах — профессор Института истории искусств. В 1920-е годы Тынянов выступает как литературовед и литературный критик, публикует книги «Достоевский и Гоголь (к теории пародии)» (1921), «Проблема стихотворного языка» (1924), представляющую наиболее его проработанную теоретическую работу, сборник статей о литературном процессе первой трети XIX века «Архаисты и новаторы» (1929), а также многочисленные работы, не вошедшие в прижизненные сборники.
В те же годы он начинает писать профессиональную прозу (дебютировал в 1925 году под псевдонимом Юзеф Мотль в № 26—27 журнала «Ленинград»; затем следуют романы «Кюхля» (1925) и «Смерть Вазир-Мухтара» (1928), повесть «Подпоручик Киже» (1927), переводит Г. Гейне, пишет также сценарии к кинофильмам. Постепенно писательство становится его второй профессией.
К концу 1920-х годов рассеянный склероз, которым Тынянов страдал с молодости, приводит к частичной утрате им работоспособности. В 1930-х годах прогрессирующая болезнь, наряду с гонениями на «формалистов», несколько снижают его научную активность и переводят её из теоретического в историко-литературное русло. В это десятилетие выходят его роман «Пушкин» (1936, ч. 1 и 2), повесть «Восковая персона» (1930), рассказы «Черниговский полк ждёт» (1932) и «Малолетный Витушишников» (1933), ещё две книги переводов из Гейне.
В мае 1931 года Тынянов участвовал в совещании у А. М. Горького в Краснове под Москвой, на котором обсуждались вопросы издания новой книжной серии «Библиотека поэта»; принял на себя руководство научной частью издания. К началу войны Тынянов уже был инвалидом, однако до конца жизни продолжал работать над третьей частью своего последнего романа («Пушкин», не завершён) и писать рассказы (во время войны в провинциальных изданиях опубликованы как минимум три его рассказа).
Адреса Тынянова в Петербурге: 1919—1936 годы — доходный дом, Греческий проспект, 15; 1936 — август 1941 года — улица Плеханова 8/10 (отсюда эвакуирован не позднее 8 августа 1941 года).
Умер в декабре 1943 года в Москве, куда был доставлен для лечения в Кремлёвскую больницу весной 1943 года. Похоронен на Ваганьковском кладбище (участок 39). В 1984 году на том же кладбище была похоронена его сестра (18 уч.).

## Семья и родственники
У Тынянова были старший брат Лев (Моисей-Лейб Носонович, 12 ноября 1891—1946), врач, и младшая сестра Лидия. В 1915 году из местечка Велионы Режицкого уезда в Ярославль был эвакуирован кожевенный завод предпринимателя и купца 1-й гильдии Бера Мовшевича Эпштейна, совладелицами которого после смерти отца стали сёстры Софья Борисовна Тынянова и Анна Борисовна Гаркави, перебравшиеся сюда с семьями (кожевенный завод и раскройно-посадочные и заготовительные мастерские наследников Б. М. Эпштейна были разрушены в ходе ярославского восстания 1918 года и восстановлены в годы НЭПа; в 1917 году на заводе работали 236 рабочих). В 1918 году двоюродная сестра Юрия Тынянова детский врач Эсфирь Александровна Гаркави (1889—1986) вышла замуж за его брата Льва Тынянова (1891—1946), главврача ярославского городского противотуберкулёзного диспансера. Заслуженный учитель Российской Федерации М. А. Нянковский — внучатый племянник Ю. Н. Тынянова.
Юрий Тынянов женился 3 февраля 1916 года на Лии Абелевне (Елене Александровне) Зильбер (в первом браке Качановская, сестра Льва Зильбера и Вениамина Каверина); их дочь — поэтесса и переводчица Инна Тынянова (1917—2004).
Двоюродный брат — советский разведчик Альберт Иоахимович Сыркин-Бернарди.
Двоюродный племянник — литературовед Александр Миронович Гаркави. Троюродные братья (по материнской линии) — языковед Виктор Максимович Жирмунский, журналист Яков Ноевич Блох, искусствовед Мирон Аркадьевич Малкиель-Жирмунский, музыкальный педагог и виолончелист Константин Исаакович Шапиро и филолог-романист Яков Львович Малкиель. Троюродные сёстры — поэтесса Раиса Ноевна Блох и Магдалина Исааковна Малкиель-Шапиро (1905—1968), жена историка церкви Владимира Николаевича Лосского, мать филолога и богослова Николая Лосского.

## Научное творчество
Ю. Н. Тынянов внёс значительный вклад в разработку теории литературной эволюции, изучение структуры стихотворного языка, а также в осмысление природы пародии и принципов сценарного искусства. Тынянов рассматривал литературу как динамическую систему, развитие которой определяется внутренними структурными сдвигами, и последовательно применял функциональный подход как к словесному, так и к экранному искусству.
Тынянов — один из ведущих представителей русского формализма, участник Общества изучения поэтического языка (ОПОЯЗ), в рамках которого он взаимодействовал с В. Б. Шкловским и Б. М. Эйхенбаумом. В своей научной концепции он рассматривал литературное произведение как систему соотносительных и взаимообусловленных приёмов, а не как сумму тем, идей или психологических мотивов. Нельзя, по мнению Тынянова, говорить о литературном произведении "как о "совокупности" известных сторон его: сюжета, стиля и т. д. [...] Произведение представляется системой соотнесенных между собою факторов".
В работе «Проблема стихотворного языка» (1924) Тынянов исследовал внутреннюю организацию стихотворного текста, указывая, что стих обнаруживается «как система сложного взаимодействия, а не соединения, [...] как борьба факторов, а не как содружество их». Он настаивал, что формальный анализ не сводится к описанию внешней формы, а должен выявлять «функции элементов» в динамической системе.
В статье «О литературной эволюции» он сформулировал представление о литературе как о динамически развивающейся системе, эволюция которой определяется внутренними структурными сдвигами, а не внешними факторами. «Система литературного ряда, — писал Тынянов, — есть прежде всего система функций литературного ряда, в непрерывной соотнесенности с другими рядами. Ряды меняются по составу, но диференциальность человеческих деятельностей остается. Эволюция литературы, как и других культурных рядов, не совпадает ни по темпу, ни по характеру (в виду специфичности материала, которым она орудует) с рядами, с которыми она соотнесена. Эволюция конструктивной функции совершается быстро. Эволюция литературной функции — от эпохи к эпохе, эволюция функций всего литературного ряда по отношению к соседним рядам — столетиями».
Тынянов разграничивал понятия «генезис» и «традиция»: генезис он описывал как случайный и изменчивый, традицию — как закономерную, складывающуюся в рамках национальной литературной системы.
В ряде работ Тынянов обратился к проблеме пародии как особой литературной формы. В статье «Достоевский и Гоголь (к теории пародии)» (1921) он рассматривал пародию не как отрицание оригинала, а как самостоятельный художественный приём, способный к сложному диалогу с исходным текстом.
С конца 1920-х годов Тынянов активно занимался теорией кино. В статьях «Об основах кино» (1927) и «О сценарии» (1929) он применил принципы формального анализа к киноведению, определяя кино как особый вид искусства, оперирующий не словом, а зрительным образом и требующий собственных приёмов построения повествования. Он считал, что сценарий должен быть не «литературной заготовкой», а автономным произведением с собственной композицией.
Стиль научной прозы Тынянова отличался ярко выраженной индивидуальностью и гетерогенностью: «у Тынянова нет стилистически гомогенных текстов, каждая его статья утверждает право на не-сходство и различие как на необходимую потребность стать «новым зрением»в науке».. По наблюдению Е. В. Бережной, его методология выходила за рамки словоцентризма формалистской школы, включая в анализ внелингвистические и культурные факторы. Тынянов «не полагался на искусство слова только; его выход за пределы филологического поля был уходом от тех форм выражения, которые являлись идеологическим субстратом культуры, к внесловесным интуициям».

## Художественное творчество
По свидетельствам, приводимым в мемуарной литературе, Тынянов писал рассказы и стихи, начиная с детских лет.

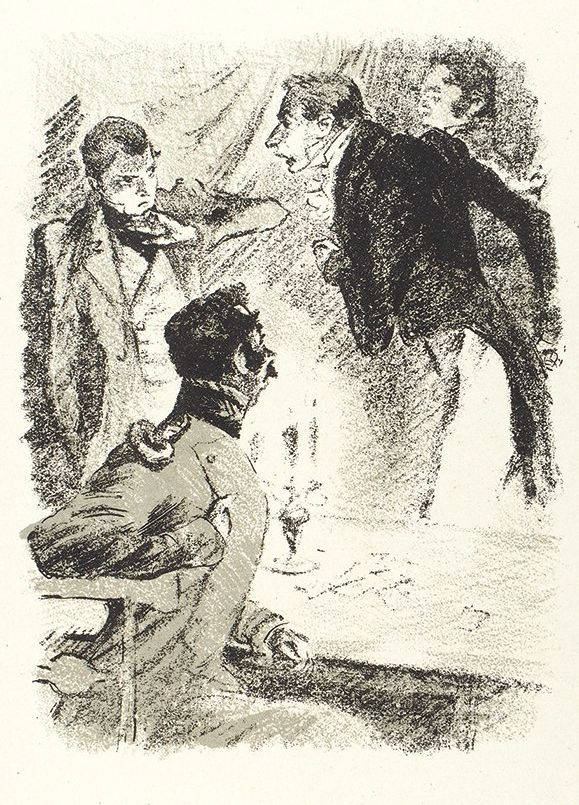
Ю. Н. Петров. Иллюстрация к роману Ю. Н. Тынянова «Кюхля»

Систематическая профессиональная деятельность его в качестве литератора начинается в 1924 году, когда Тынянов, взявшись (по коммерческому заказу, организованному Корнеем Чуковским) за подготовку популярной брошюры о лицейском товарище Пушкина, а впоследствии декабристе, каторжнике и ссыльном В. К. Кюхельбекере, неожиданно написал о нём роман («Кюхля»). Роману, написанному достаточно неровно, но остающемуся одним из образцов воспроизведения «духа эпохи» в беллетристике, суждено было оказаться флагманом жанра «советского исторического романа», требуемого конъюнктурой. Однако сам роман не конъюнктурен ни в какой мере и остаётся переиздаваемым и читаемым восемь десятилетий спустя.
Следующий роман Тынянова — «Смерть Вазир-Мухтара» (1928), посвящённый последнему году жизни А. С. Грибоедова, представляет собой совершенно зрелое произведение со своеобразной стилистикой.
Несколько ранее Тынянов публикует первое из серии произведений («исторических повестей»), которые в равной мере могут быть отнесены к большим рассказам или коротким повестям — «Подпоручик Киже» (1927), за которым последовали «Восковая персона» (1930) и «Малолетный Витушишников» (1933). Автор привлекает в двух первых из них материал эпох, иных, нежели начало XIX века, являющееся «центром притяжения» большинства как научных работ, так и художественных произведений Тынянова (их действие относится к царствованию Павла I, Петра I и Николая I, соответственно).
В этих небольших по размеру и отточенных по форме произведениях сочетаются историческая стилизация языка (включая элементы сказовости, особенно в «Восковой персоне») с тонким пародированием «социологической прозы», получившей определённое распространение в советской литературе 1920-х — начала 1930-х годов (отчасти это относится и к миниатюрным зарисовкам, опубликованным в 1930 году под названием «Исторические рассказы»).
Согласно опубликованному Н. Л. Степановым списку (относящемуся к 1932 году), Тынянов вынашивал замысел «собрания сочинений», содержащего, наряду с написанными «Кюхлей», «Смертью Вазира-Мухтара», историческими повестями, а также незавершенным «Пушкиным» и романом «Ганнибалы» (работу над которым Тынянов начал, но оставил), ещё ряд пунктов. Они включали произведения «Граф Сардинский» (о Д. И. Хвостове, известном деятеле литературы и графомане конца XVIII — начала XIX веков), «Евдор» (по всей видимости, о П. А. Катенине), «Капитан Шишков 2-й» (о поэте и бретере А. А. Шишкове), «Овернский мул» (о Ж. Ромме; сохранился набросок, и по его мотивам написан поздний рассказ «Гражданин Очер»), «Бани Сандуновские», «Пастушок Сифил», «Иван Барков», «Потери».
Сниженная из-за болезни работоспособность и ранняя смерть не позволили Тынянову осуществить большую часть задуманного. Зная о неизлечимости своей болезни, он стремился успеть написать главное произведение своей жизни — роман «Пушкин», грандиозную эпопею о становлении, жизни и смерти национального поэта.
Наряду со «Смертью Вазир-Мухтара» и историческими повестями, две части «Пушкина» (1935 и 1936—1937, соответственно), которые писатель успел завершить, относятся к вершинам его прозы. Третья часть (1943, опубликована посмертно) носит следы незавершённости, в последних главах выглядит как «творческий конспект» ненаписанного материала. Художественное наследие Тынянова включает также короткие рассказы 1920-х годов; ряд рассказов («Гражданин Очер», «Генерал Дорохов», «Красная шапка»), написанных во время войны в эвакуации; киносценарии и одну пьесу; книгу переводов из Жоржа Дюамеля, три книги переводов из Г. Гейне.
Кроме того, по воспоминаниям знакомых, Тынянов был мастером устного рассказа и актёрской пародии. Ираклий Андроников ссылался на Тынянова как на неподражаемый образец этого жанра, который сам Андроников впоследствии популяризовал посредством телевидения.

## Художественные произведения

### Романы
- Кюхля. Л., Кубуч, 1925. — 6000 экз.
- Смерть Вазир-Мухтара. (Л., Прибой, 1929)
- Пушкин (не окончен). Ч. 1., Л., Художественная литература, 1936.

### Избранные повести и рассказы
- Подпоручик Киже Л., изд. писателей, 1930
- Восковая персона. (Л.-М., ОГИЗ, 1931)
- Малолетный Витушишников. (Л., 1933)
- Побег. Из жизни декабриста. М., 1928 (Библиотека «Огонёк»)
- Черниговский полк ждёт. Рассказ. М.: Молодая гвардия, 1932
- Рассказы. — М., 1935

### Избранные переводы
- Г. Гейне. Сатиры. (1927)
- Г. Гейне. Германия. Зимняя сказка. (Л., 1933, 1934)
- Г. Гейне. Стихотворения. (Л., 1934)

### Киносценарии
- Шинель (1926)
- «СВД» (1927; совместно с Ю. Г. Оксманом)
- Поручик Киже (1934)

## Научные труды и литературная критика

### Книги по вопросам литературы
- Достоевский и Гоголь (к теории пародии) Опояз, 1921. — 1500 экз.
- Проблема стихотворного языка Л., Academia, (1924)
- Архаисты и новаторы Л., Прибой, 1929. — 596 с., 3000 экз.

### Сборники статей
Академическое собрание сочинений писателя никогда не издавалось, но его статьи печатались в следующих сборниках:
- Поэтика. История литературы. Кино. М., 1977.
- Пушкин и его современники. — М.: Наука, 1969. — 424 с.
- История литературы. Критика. — СПб.: Азбука-классика, 2001.
- Литературная эволюция: Избранные труды. — М.: Аграф, 2002. — 496 с.
- Формальный метод : Антология русского модернизма / сост. С. Ушакин. — Москва ; Екатеринбург: Кабинетный ученый, 2016. — Т. 1. — С. 517—702. — 956 с. — ISBN 978-5-7525-2995-5.

## Награды
- орден Трудового Красного Знамени (31.01.1939)

## Память
На доме в латвийском городе Резекне (Атбривошанас аллея, 94), где родился и провёл детские годы Ю. Н. Тынянов, была установлена памятная доска, а в 2012 году возле дома был установлен памятник писателю. В Резекне в 1981 году педагог Анна Уланова создала Музей писателя, а с начала 1980-х годов проходят чтения, посвящённые памяти Ю. Н. Тынянова. В память Ю. Н. Тынянова установлены еще две мемориальные доски. Самая первая, в Пскове, на здании бывшей мужской гимназии (ныне городская школа №1), была установлена в 1968 году. Вторая, работы архитектора Т. Н. Милорадовича, появилась в 1977 году в Санкт-Петербурге, на фасаде дома 15 по Греческому проезду.
В сентябре 1994 года прошло гашение почтовой открытки РФ с оригинальной маркой, номинал 100 руб..
В августе 2024 года журнал «Новый мир» объявил конкурс эссе к 130-летию со дня рождения Ю. Тынянова.
В 2024 году город провёл памятные мероприятия к 130-летию со дня рождения писателя. Программа мероприятий 18-20 октября 2024 года.

## Архив
В Российском государственном архиве литературы и искусства хранится фонд Ю. Н. Тынянова, в котором находится 229 единиц хранения за 1919—1976 годы.
Наибольший интерес представляют рукописи последнего периода жизни писателя — романа «Пушкин», пьесы «Четырнадцатое декабря», рассказов, статей о творчестве Ф. И. Тютчева, Г. Гейне. В фонде также хранятся материалы по подготовке к изданию сочинений В. К. Кюхельбекера, публикация записок А. С. Пушкина «Путешествие в Арзрум во время похода 1829 года», многочисленные тетради и блокноты с подготовительными материалами для работы.
Биографические материалы представлены анкетой, автобиографией, договорами с издательствами, театрами и киностудиями. Среди собранных материалов наибольший интерес представляет автограф наброска Г. Гейне из 18-й главы поэмы «Германия. Зимняя сказка» и Дело старшего адъютанта Генерального штаба Отдельного Кавказского корпуса майор Альбранда о передаче Персией и переводе в Россию русских беглых солдат (1838—1839).